# The Definitive Collection (album de Krokus)
Albums de Krokus
Round 13
(1999) Rock the Block
(2003)
The Definitive Collection est un album de compilation du groupe de hard rock suisse, Krokus. Il est sorti le 22 février 2000 sur le label Arista Records et fut destinée exclusivement aux États-Unis et au Canada.

## Présentation
Sortie uniquement pour le marché nord-américain, cette compilation est un bon compromis entre la première compilation américaine Stayed Awake all Night sortie en 1989 et celle réservée pour l'Europe, The Dirty Dozen parue en 1993. En effet tous les albums parus pour Arista Records et Ariola sont ici représentés, Headhunter (5 titres) et One Vice at a Time (4 titres) se taillant la plus grosse part de gâteau. The Blitz et Metal Rendez-Vous sont représentés par deux titres chacun, Change of Address et Hardware ne comptant qu'un seul titre.
Tous les titres de cette compilations ont été remastérises digitalement.
Si le recto de la pochette est un mix des albums Headhunter et One Vice at a Time, la photo apparaissant sur le verso est une photo de Krokus dans sa formation de l'album Change of Address (Kohler, Storace, Klaven, Von Arb, Keiser).

## Liste des titres
| No  | Titre                  | Auteur                                                               | de l'album               | Durée |
| --- | ---------------------- | -------------------------------------------------------------------- | ------------------------ | ----- |
| 1.  | Ballroom Blitz         | Michael Chapman, Nicky Chinn                                         | The Blitz, 1984          | 4:00  |
| 2.  | Long Stick Goes Boom   | Fernando Von Arb, Chris Von Rohr, Marc Storace                       | One Vice at a Time, 1982 | 5:15  |
| 3.  | Bad Boys, Rag Dolls    | Von Arb, Von Rohr, Storace                                           | One Vice at a Time, 1982 | 3:50  |
| 4.  | Playin' the Outlaw     | Von Arb, Von Rohr, Storace, Freddy Steady                            | One Vice at a Time, 1982 | 4:05  |
| 5.  | American Woman         | Randy Bachman, Burton Cummings, Kale, Peterson                       | One Vice at a Time, 1982 | 3:37  |
| 6.  | Midnite Maniac         | Von Arb, Storace                                                     | The Blitz, 1984          | 3:59  |
| 7.  | Night Wolf             | Von Arb, Von Rohr, Storace, Butch Stone                              | Headhunter, 1983         | 4:30  |
| 8.  | Headhunter             | Von Arb, Von Rohr, Storace, Stone                                    | Headhunter, 1983         | 4:30  |
| 9.  | Eat the Rich           | Von Arb, Von Rohr, Storace, Stone                                    | Headhunter, 1983         | 4:14  |
| 10. | School's Out           | Alice Cooper, Glen Buxton, Michael Bruce, Dennis Dunaway, Neal Smith | Change of Address, 1986  | 3:15  |
| 11. | Bedside Radio          | Von Arb, Von Rohr, Jürg Naegeli                                      | Metal Rendez-Vous, 1980  | 3:18  |
| 12. | She's Got Everything   | Von Arb, Von Rohr                                                    | Hardware, 1981           | 3:57  |
| 13. | Heatstrokes            | Von Arb, Von Rohr                                                    | Metal Rebdez-Vous, 1980  | 4:00  |
| 14. | Screaming in the Night | Von Arb, Von Rohr, Storace, Mark Kohler, Stone                       | Headhunter, 1983         | 6:38  |
| 15. | Stay Awake All Night   | Randy Bachman                                                        | Headhunter, 1983         | 4:44  |

## Musiciens
- Marc Storace: chant
- Fernando Von Arb: guitare rythmique et solo
- Chris Von Rohr: basse, percussions, chœurs (titres 2, 3, 4,5 , 7, 8, 9)
- Tommy Kiefer: guitare solo (titres 11, 12, 13)
- Mark Kohler: guitare rythmique (titres 2, 3, 4, 5, 7, 8, 9, 10, 14 & 15), basse (1 & 6)
- Freddy Steady: batterie, percussions (titres 2, 3, 4, 5, 11, 12 & 13)
- Steve Pace: batterie, percussions (titres 7, 8, 9, 13 & 14)
- Jeff Klaven: batterie, percussions (titres 1, 6 & 10)
- Tommy Keiser: basse sur School's Out